# Велики Иран
Велики Иран (перс. ایران بزرگ или ایران‌زمین), или Ирански културни континент, је назив за подручје којим доминира иранска култура. Подручје обухвата територију Иранске висоравни; од Кавказа на западу до ријеке Инд у данашњем Пакистану на истоку, а чини историјску територију Ирана.
Будући како се ради о културном, а не о политичком термину, под „Великим Ираном“ подразумијева се територија насељена иранским народима још од бронзаног доба. Назив „Иран“ користи се у географском смислу већ миленијима (види: Терминологија Ирана и Персије), док се у политичком смислу први пут користи у доба Сасанида (3. вијек). У то доба Иран је био мултинационална држава која је политички обухватала Малу Азију, но не и подучја источно од двије иранске пустиње. Ситуација пак постаје обрнута у кулутрном смислу, будући како обухвата и иранске народе на истоку.

## Дефиниција
Према Ричарду Нелсону Фрају, Велики Иран обухвата „већину Кавказа, Авганистана, Пакистана и Средишње Азије, док се културни утицај протеже и за западну Кину и Индију, те подручја насељена семитским народима“. Фрај додаје: „Велики Иран подразумијева све земље у којима се говори или се говорило иранским језицима, односно сва подручја гдје су постојале мултинационале иранске државе“.
Ричард Фолтз наводи: „Често се узима како су сви народи Великог Ирана - културолошког појма који се протеже од Месопотамије и Кавказа до Хорезма, Трансоксијане и Бактрије, те укључује Персијанце, Међане, Парћане, Согдијанце и остале - били зороастристи у преисламском раздобљу“. Према Грцима, Велики Иран се протезао од ријеке Инд.
Историчари Џ. П. Малори и Даглас К. Адамс тврде како се у западном дијелу Великог Ирана у ахеменидско доба говорило сјеверозападним иранским језицима, док се на источном дијелу говорило источним иранским језицима који одговарају Авести.
Џорџ Лајн такође наводи како су Илханиди након распада Монголског царства постали владари Великог Ирана. Према Џудит Џ. Колбас, Уљаyти је владао овим подручјем између 1304. и 1317. године.
Главни извори попут историчара Мира Хванда (који проучава тимуридско раздобље) дефинишу „Ираншахер“ (Велики Иран) као подручје између Еуфрата и Аму Дарје.
Традиционално, кроз историју па све до данашњег дана, етничка припадност никада није била дефинисани критеријум при одређивању граница Великог Ирана. Фрај наводи: „Много пута истицао сам како данашњи народи Средишње Азије, који су говорили они иранским или туркијским језицима, имају једну културу, једну религију, један систем друштвених вриједности, те само језик који их разликује.“
Тек у новије доба западна колонијална интервенција захтјевала је етничке тенденције односно етничку подијелу граница у покрајинама Великог Ирана. Патрик Клавсон спомиње како је етнички национализам феномен који се појавио у 19. вијеку, те како је Велики Иран увијек био супер-држава у културном, а не у политичком смислу.
Кембриџова историја Ирана води се према географском приступу којег описује као „историјски и културни ентитет Великог Ирана“. Подручје обухвата територије Ирана, Авганистана, те кинеске и бивше совјетске Средишње Азије.